# Наполеон I в России
«Наполеон I в России», «1812 год» — серия картин Василия Верещагина, посвященных Отечественной войне 1812 года.

## История
Серия была начата ещё в Париже. До конца жизни художник занимался её воплощением, тем не менее, серия осталась незаконченной.
«Осуществляя эту серию полотен, Верещагин отнёсся к задаче с большой ответственностью и проделал огромную исследовательскую работу, изучив массу исторических материалов, воспоминаний современников, написанных на нескольких европейских языках. Он лично обследовал поле Бородинской битвы, ознакомился с многочисленными реликвиями и памятниками эпохи, создал множество этюдов и зарисовок. Он даже написал большую, очень серьезную книгу „Наполеон I в России. 1812. Пожар Москвы. — Казаки. — Великая армия. — Маршалы. — Наполеон“ (1895), основанную на документальных данных. В серии о 1812 годе художник использовал и свои впечатления от Балканской войны, что сообщило новым произведениям большую убедительность».
В этом цикле он стремился «показать великий национальный дух русского народа», а также «свести образ Наполеона с того пьедестала героя, на который он внесен».

### Состав
Цикл включает 20 картин, а также этюды, рисунки и незаконченные композиции. Сам Верещагин делил её на 2 части. Первая (17 картин), с подзаголовком «Наполеон I в России», изображала основные эпизоды кампании, от Бородина до зимнего перехода французов. Вторая (3 картины), называемая «Старый партизан», рассказывают о партизанской войне.
Картины:
«Не замай — дай подойти!», «С оружием в руках — расстрелять!», «В штыки! Ура, ура!», «В Кремле пожар», «В Успенском соборе», «Маршал Даву в Чудовом монастыре», «В Городне — пробиваться или отступать?», «На этапе. Дурные вести из Франции», «На большой дороге. Отступление, бегство» (все 1887—1895 гг.), «Перед Москвой в ожидании депутации бояр» (1891—1892), «В Петровском дворце», «Возвращение из Петровского дворца» (обе — 1895 г.), «Зарево Замоскворечья», «Ночной привал Великой армии» (обе — 1896—1897 гг.), «Наполеон на Бородинских высотах» (1897 г.), «Поджигатели» (1897—1898 гг.), «Конец Бородинского боя», «Сквозь пожар», «Наполеон и Лористон», «На морозе» (все — 1899—1900 гг.).
| №  | Илл. | Название                                                      | Описание | Год создания            |
| -- | ---- | ------------------------------------------------------------- | --- | ----------------------- |
| 1  |      | «Наполеон I на Бородинских высотах»                           | Бородинская битва, начало. 26 августа 1812, Шевардинский редут. | 1897                    |
| 2  |      | «Конец Бородинского боя»                                      | Бородинская битва. 26 августа 1812, вечер | 1899—1900               |
| 3  |      | «Перед Москвой в ожидании депутации бояр»                     | 2 сентября 1812 года. Поклонная гора. Захват Наполеоном Москвы | 1891—1892               |
| 4  |      | «В Успенском соборе»                                          | Успенский собор Московского Кремля, сентябрь 1812. Захват Наполеоном Москвы | 1887—1895               |
| 5  |      | «В Кремле — пожар!»                                           | Около 4 сентября 1812. Московский пожар (1812). Кремлёвская стена | 1887—1898               |
| 6  |      | «Сквозь пожар»                                                | 4 сентября 1812. Московский пожар (1812). Наполеон, вынужденный спасаться из Кремля, покинул его пешком, направляясь к Арбату, заблудился там и, едва не сгорев, выбрался к селу Хорошеву; переправившись через Москву-реку по плавучему мосту, мимо Ваганьковского кладбища, он дошёл к вечеру до Петровского дворца. |                         |
| 7  |      | «Зарево Замоскворечья»                                        | Ночь с 5-го на 6-е сентября 1812. Московский пожар (1812). Замоскворечье. Четко вырисовываются Спасская башня в Кремле и купола храма Василия Блаженного. Что-то горит на Красной площади; там в ту пору находились разные старые деревянные постройки. |                         |
| 8  |      | «Маршал Даву в Чудовом монастыре»                             | Сентябрь 1812. Луи Даву, Чудов монастырь, в алтаре. Царские врата открыты настежь, перед ними часовой. | Вариант в Минском музее |
| 9  |      | «В Петровском дворце (в ожидании мира)»                       | 5—6 сентября 1812. Петровский путевой дворец |                         |
| 10 |      | «Возвращение из Петровского дворца»                           | 6 сентября 1812 (Тверская улица?). Наполеон, узнав о том, что Кремль остался в полной сохранности, решил возвратиться туда. |                         |
| 11 |      | «В покоренной Москве» («Поджигатели» или «Расстрел в Кремле») | Сентябрь 1812 | 1897—1898               |
| 12 |      | «Наполеон и маршал Лористон» («Мир во что бы то ни стало!»)   | После 23 сентября 1812. Жак Лористон был принят Кутузовым 23 сентября при Тарутине, но тот не захотел вести с ним мирные переговоры. И маршал был вынужден вернуться к Наполеону, не исполнив поручения. | 1899—1900               |
| 13 |      | «В Городне — пробиваться или отступать?»                      | После 12 октября 1812. В маленькой деревушке Городне, в нескольких верстах от Мало-Ярославца, в дни после сражения при Мало-Ярославце 12-го октября, где французы были разбиты. Сидит Наполеон; у противоположного конца стола — Мюрат. Тесной группой стоят маршалы Франции — Бертье, Бесьер, Даву, Мутон. Мнения собравшихся маршалов разделились, и Наполеон единолично принял стратегическое решение отступить перед русской армией. | 1887—1895               |
| 14 |      | «На этапе. Дурные вести из Франции»                           | Конец октября 1812. Маленькая сельская церковь на подходе к Смоленску. На заднем плане кровать Наполеона. Верещагин писал её с оригинальной кровати в собрании ГИМа. Привезённые известия (курьер граф Дарю) — о заговоре в Париже, организованном Мале из-за новостей о поражении Наполеона. Существует подготовительный этюд «Иконостас церкви Иоанна Богослова на Ишне близ Ростова Ярославского». (1888)                             | 1887—1895               |
| 15 |      | «На большой дороге. Отступление, бегство…»                    | Большая дорога из Красного по направлению к Минску. Закутанный в шубу Наполеон возглавляет шествие. | 1887—1895               |
| 16 |      | «Наполеон в зимнем одеянии»                                   | |                         |
| 17 |      | «Ночной привал Великой армии»                                 | Великая армия | 1896—1897               |
| 18 |      | «Не замай! Дай подойти»                                       | Крестьяне подстерегают французов в засаде (Партизанская война 1812 года в России) | 1887—1895               |
| 19 |      | «С оружием в руках — расстрелять!»                            | Наполеон, отвлекшись от костра, где он грелся с Мюратом, приговаривает партизан к смерти. | 1887—1895               |
| 20 |      | «В штыки! Ура! Ура!» («Атака»)                                | 28-го октября французы вступили в Смоленск и 31-го направились дальше по дороге к Красному. На этом переходе и разыгрался тот эпизод. Русские войска под начальством Милорадовича и принца Евгения Вюртембергского ударили солдат вице-короля Евгения Богарне. Вице-король хотя и пробился, воспользовавшись темнотой ночи, в Красное, тем не менее потерял около двух тысяч человек убитыми и ранеными, одно знамя и семнадцать орудий. | 1887—1895               |

Кроме того, Верещагин оставил ряд незаконченных картин («Наполеон при Березине»), этюдов и набросков о событиях 1812 года, а к 100-летию войны намеревался написать картины «Занятие Смоленска», «Канун Бородинской битвы», «Совет в Филях» и др. (замысел не осуществлен).
Верещагин также выступил автором двух книг, иллюстрированных этими картинами («1812 год» и каталог с пояснением к его картинам: «Наполеон I в России»).

### Судьба
Серия впервые была показана в Москве и Петербурге в 1895—1896 годах. Причём художник сопровождал выставку шумовыми и визуальными эффектами — в зале были разложены дымовые шашки.
Желающих приобрести её не нашлось. Наконец, в 1902 году после долгих переговоров правительство купило её и передало в Русский музей. Позже серия была перевезена в Москву, в Исторический музей.
Такие задержки были связаны с восприятием цикла публикой.
«Разве такого Наполеона мы привыкли видеть? — спрашивали художника. Верещагин отвечал, что по свидетельствам современников, Наполеон шел впереди колонны, опираясь на берёзовую палочку, в польском костюме. Такого Наполеона искусство Европы не знало. Это вызвало оторопь, недоумение и неприязнь. Собственно говоря, осуждению подверглась вся серия „1812 год“. Если бы художник только разрушал миф о бытующем в те времена „рыцарстве“ французской армии и непогрешимости Наполеона! На его картинах нет парадных изображений русских полководцев или царя, зато три самые большие картины он посвятил крестьянским мужикам — партизанам. В то же время российская публика была в полном восторге».
«Ужасный лик войны», испугавший официальных лиц и критиков, потрясал посетителей своей правдивостью и выразительностью, утверждает искусствовед Андрей Рейнер: «Для нас привычно и уже хрестоматийно смотреть на произведения Верещагина. Мы все живем в другом информационном пространстве с очень „жёсткими“ фильмами, „жёсткими“ картинами. А тогда это было откровение, и его картины воспринимались как что-то из ряда вон выходящее. Только ужас войны, без парадных красот».
«Судьба картин о 1812 годе в течение многих лет оставалась неясной. Предназначенные для музеев или больших дворцовых зал, картины не привлекали частных меценатов. Царское же правительство упорно отказывалось от их закупки. Интересен в этом отношении найденный недавно архивный документ. Это ходатайство перед царем шефа Русского музея в Петербурге великого князя Георгия Михайловича от 25 января 1900 года о приобретении для коллекций музея хотя бы семи картин Верещагина из серии 1812 года. На документе сохранилась характерная собственноручная резолюция Николая II: „Нахожу желательным приобретение одной из картин Верещагина эпохи 1812 г. для музея. H [иколай]“. Ясно, что такое решение царя было абсурдным. Мог ли согласиться художник продать только одну картину из тех двадцати, которые составляли целостную, неделимую серию?! Только в преддверии столетнего юбилея Отечественной войны царское правительство, под сильным давлением общественного мнения, вынуждено было приобрести серию и отправить её в Москву».

#### Новое время
В 2010 году состоялась выставка «1812 год в картинах Василия Верещагина» в преддверии открытия нового музея. В 2012 году впервые выставлена целиком в постоянной экспозиции музея — Музее Отечественной войны 1812 года (открытие 6 сентября 2012 года).

## Издания
- Альбом «Нашествие Наполеона. Отечественная война 1812 г.» СПб, 1911 г.
- В. Верещагин. Книги «1812» и «Наполеон I в России»